# Oceanic: Remixes and Reinterpretations
Oceanic: Remixes & Reinterpretations – płyta z remiksami utworów grupy Isis. Stanowi zebranie utworów z cyklu płyt winylowych Oceanic Remixes Vol. I, Oceanic Remixes Vol. II, Oceanic Remixes Vol. III, Oceanic Remixes Vol. IV. Warto nadmienić, że jeden utwór ("Carry (second version)") został dodany dopiero na kompilacji i nie znajdziemy go na cyklu winyli. Za przeróbke utworów zabrało się wielu znanych m.in. Mike Patton, Justin Broadrick, Fennesz, Venetian Snares. W Japonii wydane przez Daymare Recordings, w stosunku do wersji amerykańskiej różni się okładką.

## Lista utworów

### CD 1
1. "Weight" (Fennesz remix) - 6:34
2. "False Light (Carry Edit)" (Ayal Naor remix, featuring Maria Christopher) - 7:53
3. "Hym" (Thomas Köner remix) - 6:19
4. "The Other" (James Plotkin remix) - 9:49
5. "Carry (first version)" (Tim Hecker remix) - 4:26
6. "Maritime" (Teledubgnosis remix) - 9:24
7. "Maritime" (Mike Patton remix) - 3:43

### CD 2
1. "The Beginning and the End" (Venetian Snares remix) - 5:05
2. "Carry (second version)" (Tim Hecker remix) - 5:21
3. "False Light (Deadverse)" (Oktopus remix) - 5:30
4. "Carry: Like I Will Love Her Forever? (Fuckin Die!!!)" (Speedranch remix, featuring Guilty Connector) - 5:51
5. "From: Sinking, To: Drowning" (Destructo Swarmbots remix) - 7:14
6. "Hym" (Justin Broadrick remix) - 14:54

## Twórcy
- Matt Bayles - główna produkcja
- Aaron Funk - produkcja
- Swarmbots - produkcja
- Christian Fennesz - produkcja
- Nick Zampiello - mastering